# Numancia (1863)
Numancia – hiszpańska fregata pancerna z lat 60. XIX wieku, zbudowana we Francji, pierwszy hiszpański okręt pancerny. 
Służyła w  marynarce Hiszpanii od 1864 do 1911 roku. Brała udział w wojnie z Chile i Peru w 1866 roku; była pierwszym okrętem pancernym, który opłynął świat dookoła.

## Budowa
Na początku lat 60 XIX wieku marynarka hiszpańska, która utraciła w tym czasie dawny status potęgi morskiej, postanowiła wzbogacić się o będące nowością na świecie i świadczące o sile floty okręty pancerne. Z racji braku doświadczeń w budowie takich jednostek i odpowiedniej bazy przemysłowej, równocześnie z podjęciem w 1861 roku prac w kraju nad okrętami pancernymi drewnianej konstrukcji „Tetuán” i „Zaragosa”, zamówiono pierwsze jednostki za granicą. Pierwszym z nich była fregata pancerna „Numancia”, zamówiona we Francji. Nazwa okrętu pochodziła od starożytnej osady hiszpańskiej. Jej projekt przypominał powiększone francuskie okręty typu Provence, ale w odróżnieniu od nich była konstrukcji żelaznej, a nie drewnianej.
Stępkę pod budowę położono w kwietniu 1862 roku.  Okręt budowany był w La Seyne-sur-Mer. Okręt wodowano 19 listopada 1863 roku. „Numancia” weszła do służby w grudniu 1864 roku, jako pierwszy hiszpański okręt pancerny.

## Opis

### Kadłub i konstrukcja

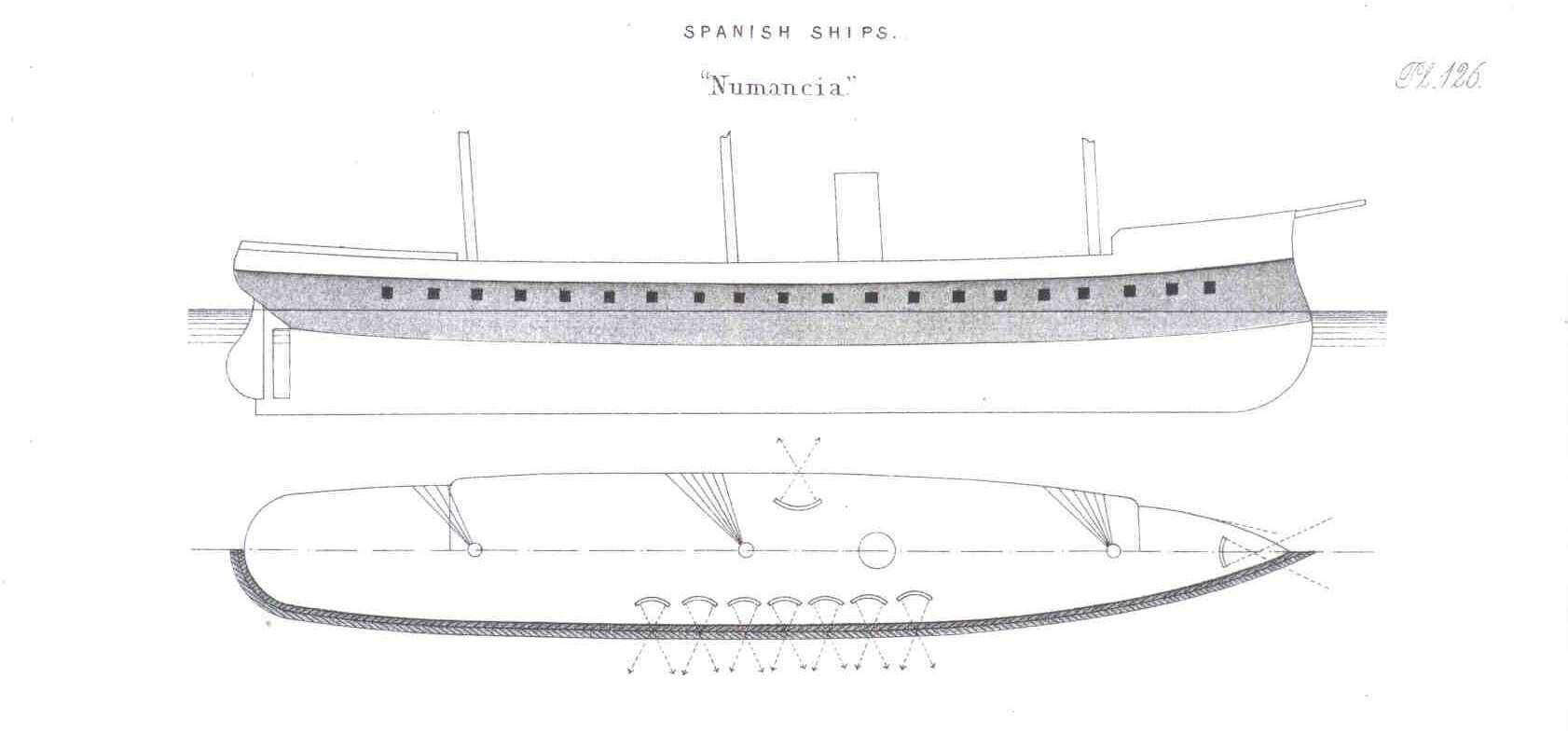
Szkic okrętu, z zaznaczonym pasem pancerza i uzbrojeniem

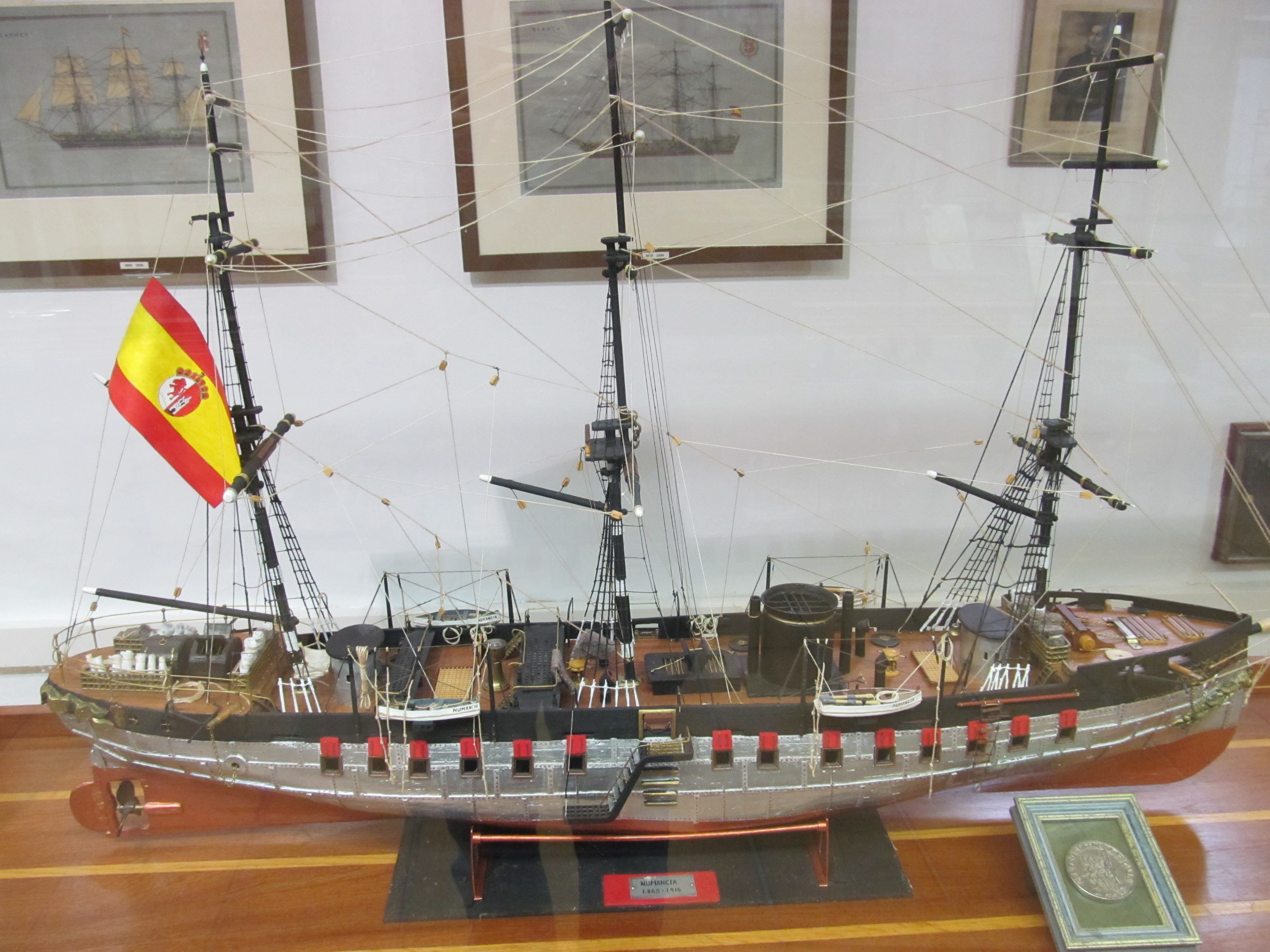
Model w muzeum w Ferrolu

Kadłub wykonany był z żelaza. Typowo dla fregat pancernych miał działa umieszczone na pokładzie bateryjnym w baterii burtowej. Dzięki nadburciom między dziobową a rufową nadbudówką kadłub sprawiał wrażenie gładkopokładowego. Okręt miał dziobnicę taranową i pojedynczy szeroki komin. Posiadał pomocnicze ożaglowanie fregaty, z trzema masztami i bukszprytem.
Wyporność normalna podawana jest na 7189 ton angielskich. Długość między pionami wynosiła 96,01 m, szerokość 17,37 m, a zanurzenie 8,22 m. 
Opancerzenie wykonane było z żelaza i obejmowało pas burtowy w rejonie linii wodnej o grubości 140 mm i pas wzdłuż baterii burtowej grubości 120 mm.
Napęd stanowiła maszyna parowa o mocy indykowanej 3700 KM, poruszająca jedną śrubę. Siłownia pozwalała na uzyskanie prędkości 10 węzłów. Zapas węgla wynosił 1100 ton. Po przebudowie w latach 1897-98 okręt otrzymał nową maszynę, pozwalająca na uzyskanie prędkości 13 węzłów.
Załoga liczyła 500 ludzi.

### Uzbrojenie
Uzbrojenie początkowo stanowiło 40 brytyjskich dział gładkolufowych odprzodowych 68-funtowych kalibru 8 cali (203 mm) w baterii burtowej – po 20 na burtę.
Po modernizacji przed 1890 rokiem uzbrojenie główne stanowiło osiem dział gwintowanych odprzodowych kalibru 254 mm (10 cali) Armstronga o masie 18 ton, siedem dział gwintowanych odprzodowych kalibru 203 mm (8 cali) Armstronga o masie 9 ton i jedno działo odtylcowe kalibru 200 mm (7,9 cala) Hontoria. Na pokładzie bateryjnym znajdowało się osiem dział 10-calowych i cztery 8-calowe, natomiast pozostałe trzy umieszczono na górnym pokładzie. Działo 200 mm umieszczone było na pokładzie dziobowym. Uzbrojenie uzupełniało osiem kartaczownic i dwie wyrzutnie torped kalibru 356 mm.
Po przebudowie w latach 1897-98 we Francji uzbrojenie wymieniono na nowoczesną artylerię szybkostrzelną: cztery działa kalibru 164,7 mm, sześć dział kalibru 138,6 mm, trzy działa 120 mm, 12 karabinów maszynowych lub kartaczownic i dwie wyrzutnie torped.

## Służba

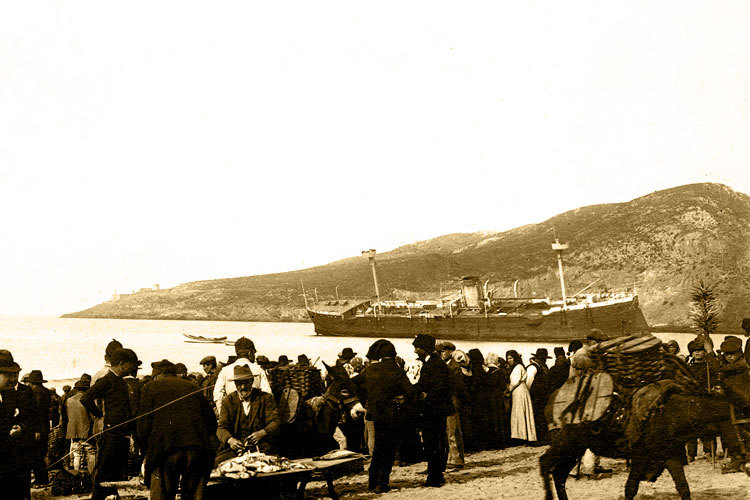
„Numancia” wyrzucona na brzeg podczas holowania na złom

Wkrótce po wejściu do służby, „Numancia” została wysłana z eskadrą floty hiszpańskiej na wschodni Ocean Spokojny, biorąc udział w wojnie z Chile i Peru. Była jedynym okrętem pancernym eskadry hiszpańskiej. Dowódcą okrętu był Casto Méndez Núñez, który od grudnia 1865 roku objął stanowisko głównodowodzącego eskadry, po samobójczej śmierci wiceadmirała Pareja. 31 marca 1866 roku eskadra hiszpańska zbombardowała miasto Valparaíso w Chile, a 2 maja ostrzeliwała Callao, jednak w tym wypadku okręty hiszpańskie odniosły też uszkodzenia od baterii nadbrzeżnych. Wobec fiaska ekspedycji, 10 maja 1866 roku eskadra hiszpańska odpłynęła z Ameryki Południowej na Filipiny. „Numancia” przy tym stała się pierwszym okrętem pancernym, który opłynął świat dookoła.
Fregata brała w 1873 roku udział w powstaniu kantonalistów w Kartagenie. W tym roku również w kolizji zatopiła hiszpańską kanonierkę „Fernando el Católico”.
W latach 1897–98 „Numancia” została przebudowana w stoczni w La Seyne we Francji, z zastosowaniem nowoczesnej artylerii szybkostrzelnej i nowej maszyny parowej.
„Numancia” została wycofana ze służby w 1911 roku. W 1916 roku została sprzedana na złom firmie w Bilbao, lecz podczas holowania została 17 grudnia 1916 roku wyrzucona na brzeg w pobliżu Sesimbry w Portugalii.